# الایزا (گروه موسیقی)
الایزا (به انگلیسی: Elaiza) گروه موسیقی آلمانی است.
آن ها در مسابقه آواز یوروویژن ۲۰۱۴ نماینده آلمان بودند.